# کانتر کولن
کانتر کولن (انگلیسی: Countee Cullen؛ ۳۰ مهٔ ۱۹۰۳ – ۹ ژانویهٔ ۱۹۴۶) یک شاعر، رمان‌نویس، و نویسنده اهل ایالات متحده آمریکا بود.
وی همچنین برنده جوایزی همچون کمک هزینه گوگنهایم شده است.